# В городе С.
«В городе С.» — советский полнометражный чёрно-белый художественный фильм, поставленный на Киностудии «Ленфильм» в 1966 году режиссёром Иосифом Хейфицем по рассказу А. П. Чехова «Ионыч».
Премьера фильма в СССР состоялась 29 мая 1967 года.

## Сюжет
Экранизация повести Антона Чехова «Ионыч».
Фильм повествует о медленной гибели души молодого врача, приехавшего в губернский город «С». Символичен образ самого города — кладбища. Вечное противопоставление материальных ценностей и духовных.

## В ролях
- Андрей Попов — Антон Павлович Чехов
- Анатолий Папанов — Дмитрий Ионович Старцев (Ионыч)
- Нонна Терентьева — Екатерина Ивановна Туркина
- Лидия Штыкан — Вера Иосифовна Туркина
- Игорь Горбачёв — Иван Петрович Туркин

## В эпизодах
- Алексей Баталов — пьяница-бродяга Шергов
- Александр Борисов — гость Туркиных, продавец квартиры Пузырёв
- Григорий Шпигель — адвокат Лосев
- Евгений Шутов — кучер Пантелеймон
- Ольга Аросева — сестра Мария Павловна Чехова
- Леонид Быков — возчик
- Владимир Волчик — пьяный
- Ольга Гобзева — учительница
- Лилия Гурова — мать больного мальчика Анисья
- Рина Зелёная — писательница
- Иван Краско — писатель
- Пантелеймон Крымов — муж больной с благодарностью за излечение Андрюша
- Вера Липсток — жена больного мужика
- Гитана Леонтенко — уличная акробатка
- Любовь Малиновская — прислуга Ионыча Анфиса
- Нина Мамаева — жена Пузырёва, гость Туркиных
- Юрий Медведев — доктор Свешников
- Александр Орлов — уличный музыкант
- Валентина Пугачёва — сиделка
- Ия Саввина — дама с собачкой
- Николай Сергеев — больной мужик
- Алексей Смирнов — господин с ананасом
- Роман Ткачук — Вольский
- Георгий Юматов — фельдшер Михаил Макарович

## Съёмочная группа
- Сценарий и постановка — Иосифа Хейфица
- Главный оператор — Генрих Маранджян
- Главные художники — Белла Маневич, Исаак Каплан
- Композитор — Надежда Симонян
- Режиссёр — Владимир Перов
- Звукооператор — Константин Лашков
- Монтажёр — Стэра Горакова

## Призы и награды
- 1967 — Приз «Капитолийский юпитер» на Международном кинофестивале в Риме (Италия)

## Места съёмок
Фильм в основном снимался в Симферополе, один эпизод был снят в Евпатории. Деревенские сцены сняты в музее-усадьбе А. П. Чехова в Мелихове.